# 克萊昂 (伊利諾伊州)
克萊昂（英語：Cleone）是位於美國伊利諾伊州克拉克縣的一個非建制地區。該地的面積和人口皆未知。

## 地理
克萊昂的座標為39°25′23″N 87°54′27″W / 39.42306°N 87.90750°W，而該地的平均海拔高度為198米（即650英尺）。